# Шнейдерман, Григорий Борисович
Григо́рий Бори́сович Шне́йдерман (род. 7 июля 1953 года в Туле) — российский дзюдоист-паралимпиец, выступавший в весовой категории до 100 килограмм, серебряный призёр Паралимпийских игр. Мастер спорта России международного класса среди спортсменов с нарушением зрения.

## Награды
- Медаль ордена «За заслуги перед Отечеством» II степени (6 апреля 2002 года) — за большой вклад в развитие физической культуры и спорта, высокие спортивные достижения на XI Параолимпийских играх 2000 года в Сиднее (Австралия).[2]
- Мастер спорта России международного класса (2000).